# Antoine Baudoin Poggiale
Antoine Baudoin Poggiale, né le 9 février 1808 à Valle-di-Mezzana, en Corse, et mort le 26 août 1879 à Meudon-Bellevue, est un pharmacien, médecin et chimiste français, pionnier de la biochimie.

## Biographie
Il a publié un Traité d'analyse chimique par la méthode des volumes (1858), un des premiers textes sur les techniques d'analyse volumétrique. Il a examiné le sucre dans le corps humain, la composition du sang, du lait, des aliments et a examiné le potentiel de l'acétaldéhyde comme  anesthésique.
Poggiale est né près d'Ajaccio, d'un père médecin. Formé à Marseille, il devient étudiant en pharmacie à Strasbourg en 1828 et s'engage dans l'armée comme aide-pharmacien. Après le service militaire, il s'installe au CHU de Lille à partir de 1831 puis travaille à Paris, au Gros Caillou, et à l'Hôpital du Val-de-Grâce. Pendant son séjour à Paris, il s'inscrit à la Faculté de médecine et obtient un doctorat en médecine en 1833 avec des études sur les fièvres intermittentes. Il entame alors au Val-de-Grâce un cursus de chimie analytique qui lui vaut d'être nommé premier titulaire de la chaire de chimie et toxicologie de l'école de médecine et de pharmacie militaire. Il a servi comme pharmacien en chef à Metz pendant la Guerre franco-allemande de 1870, et a pris sa retraite en 1872.
Les contributions de Poggiale à la chimie portaient initialement sur des applications analytiques. Il examine les calculs formés par les glandes salivaires puis s'intéresse à la composition des eaux minérales de Viterbe et d'Orezza. Il a également procédé à des examens chimiques de l'eau de la Seine. Il a également examiné la composition de la nourriture humaine. Poggiale a pu démontrer qu'un extrait de sarsepareille, appelé parigline, et une autre substance, la smilacine, rapportée par Giacomo Folchi, étaient essentiellement les mêmes. En 1848, il examina les effets de l'inhalation de vapeurs d'aldéhyde. Il a effectué des tests sur des chiens montrant que l'anesthésie pouvait être induite et inversée.
Il a été fait Commandeur de la Légion d'honneur en 1865.

## Publications
- Essai sur les irritations intermittentes du tube digestif, considérées comme causes ordinaires des fièvres intermittentes simples, Paris, Didot Jeune, 1833.
- Mémoire sur la solubilité des sels dans l'eau, Lille, Vanackere, 1843.
- Deuxième mémoire sur la solubilité des sels dans l'eau, Paris, Hauguelin, 1844.
- Procès intenté par le Cercle médical de Lille contre Messieurs Constenoble et Labélonye, réfutation de Monsieur Bonchardat, sur le rapport des experts, Lille, Vanackere, 1844.
- Mémoire sur les eaux minérales de Viterbe, Paris, Noblet, 1852.
- Recherches sur les eaux des casernes des forts et des postes-casernes des fortifications de Paris, Paris, Henri et Charles Noblet, 1853.
- Analyse de l'eau minérale acidulée ferrugineuse d'Orezza, Paris, Noblet, 1854.
- Du pain de munition distribué aux troupes des puissances européennes et de la composition chimique du son, Paris, Noblet, 1854[6].
- De l'origine du sucre dans l'économie animale, Paris, Noblet, 1855.
- Recherches sur la composition chimique et les équivalents nutritifs des aliments de l'homme, premier mémoire, travail lu à l'Académie impériale de médecine, 1856.
- Recherches sur la composition de l'eau de la Seine à diverses époques de l'année, Paris, Henri et Charles Noblet, 1856.
- Dosage du sucre de lait par la méthode des volumes ou à l'aide du saccharimètre de Jean-Baptiste Soleil et détermination de la richesse du lait, Paris, Thunot, 1856.
- Eau minérale ferrugineuse acidulée d'Orezza (Corse), Paris, Guiraudet et Jouaust, 1856.
- Traité d'analyse chimique par la méthode des volumes : comprenant l'analyse des gaz et des métaux, la chlorométrie, la sulfhydrométrie, l'acidimétrie, l'alcalimétrie, la saccharimétrie, Paris, Baillière, 1858.
- De l'action des médicaments et des applications des sciences physiques à la médecine, discours prononcés à l'Académie de médecine, les 8 et 19 juin et le 31 juillet 1860, Paris, Baillière, 1860.
- Rapport sur les eaux minérales artificielles et sur les produits qui en dérivent, par la Commission d'étude composée de Gaspard Adolphe Chatin, Antoine Baudoin Poggiale et Jules Lefort, Paris, Thunot, 1862.
- De la pulvérisation des eaux minérales et médicamenteuses, rapport fait à l'Académie impériale de médecine, Paris, Baillière, 1862.
- Rapport sur l'eau minérale ferrugineuse, acidule, gazeuse, carbonique d'Orezza (Corse), rapport à l'Académie impériale de médecine, Paris, Administration centrale, 1865.
- Rapport sur un mémoire de  Monsieur Falières de Libourne intitulé : "Monographie chimique et pharmaceutique du bromure de potassium", Paris, 1871.
- Discussion sur les rapports à établir entre la médecine et la pharmacie dans l'armée, en réponse aux questions posées par le ministre de la Guerre, discours prononcé à l'Académie de médecine, Paris, Masson, 1873.
- Discours prononcés aux funérailles d'Henri Buignet, par Alfred Riche, Paul-Jean Coulier[7] et Antoine Baudoin Poggiale, Paris, Arnous de Rivière, 1876.
- Exposé des titres d'Antoine Baudouin Poggiale, Paris, BIU Santé, 2012.
- Traité d'analyse chimique par la méthode des volumes : comprenant l'analyse des gaz et des métaux, la chlorométrie, la sulfhydrométrie, l'acidimétrie, l'alcalimétrie, la saccharimétrie, Villeneuve d'Ascq, Université Lille-I, 2016.